# Beaufortia (ryby)
Beaufortia – rodzaj ryb karpiokształtnych z rodziny przylgowatych (Balitoridae).

## Klasyfikacja
Gatunki zaliczane do tego rodzaju:
- Beaufortia cyclica
- Beaufortia fasciolata
- Beaufortia huangguoshuensis
- Beaufortia intermedia
- Beaufortia kweichowensis
- Beaufortia leveretti
- Beaufortia liui
- Beaufortia multiocellata
- Beaufortia niulanensis
- Beaufortia pingi
- Beaufortia polylepis
- Beaufortia szechuanensis
- Beaufortia triocellata
- Beaufortia zebroidus

Gatunkiem typowym jest Gastromyzon leveretti (B. leveretti).

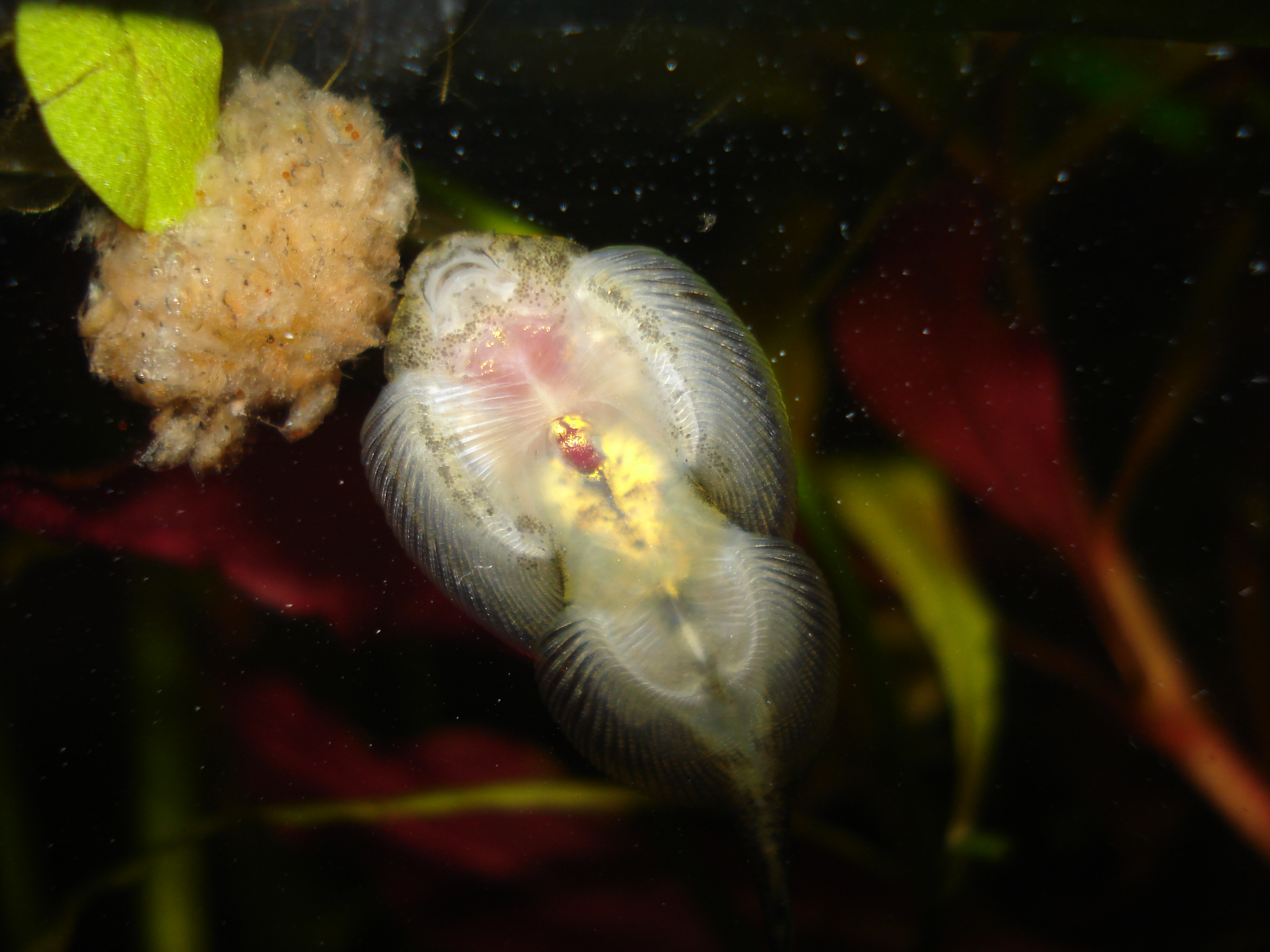
Beaufortia leveretti